# Ptuj
Ptuj (IPA: [ptuːj], archaikus magyar nevén Potoly, németül Pettau IPA: [ˈpɛtaʊ], latinul Poetovio IPA: [petoːvjo], vendül Ptüj IPA: [ptyːj]) város és az azonos nevű alapvető közigazgatási egység, azaz község (városi község) központja Szlovéniában, Maribortól 25 km-re délkeletre, a Dráva partján.

## A község (járás) települései
Grajena, Grajenščak, Kicar, Krčevina pri Vurbergu, Mestni Vrh, Pacinje, Podvinci, Ptuj, Spodnji Velovlek és Spuhlja.

## Története

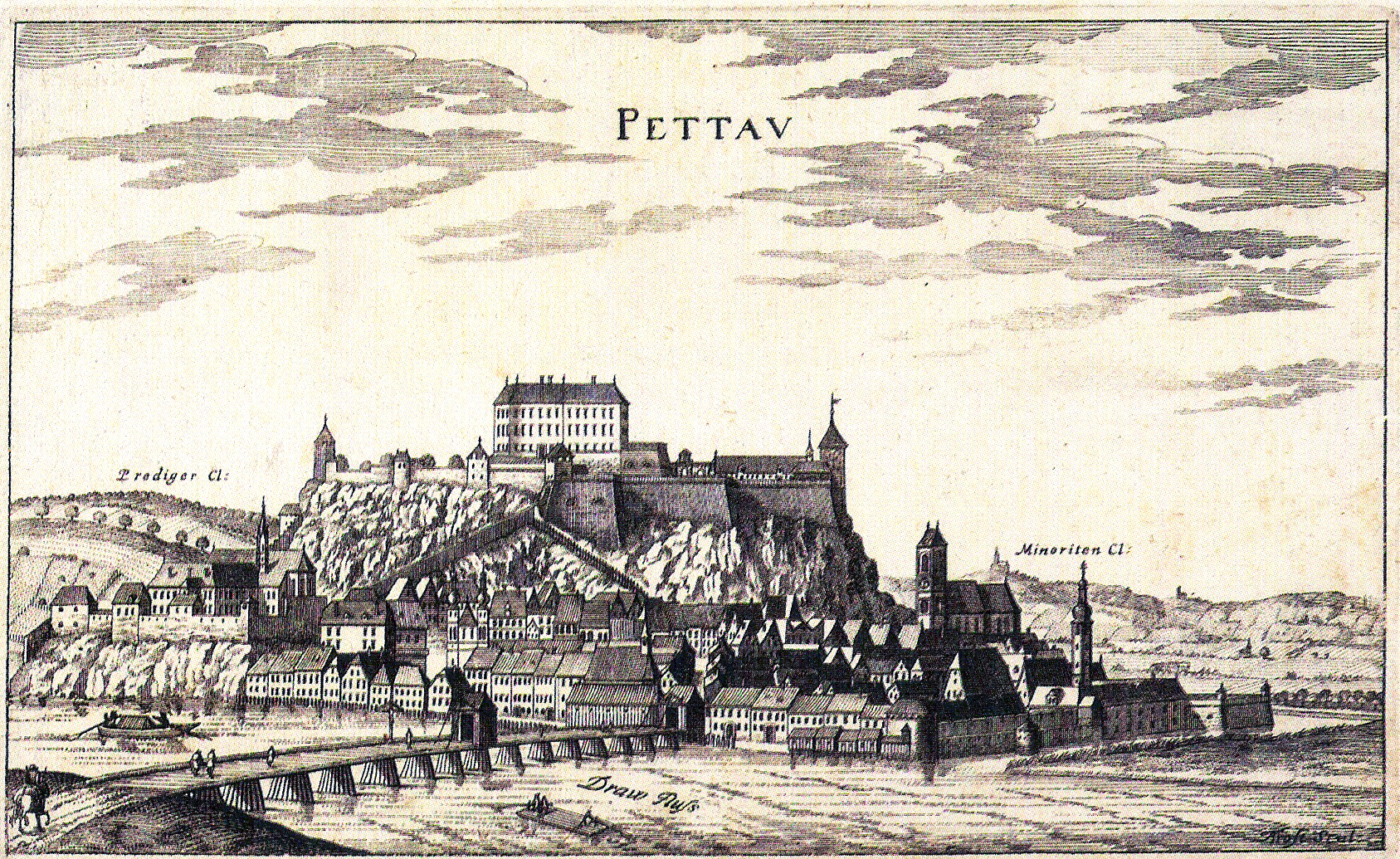
Ptuj 1681-ben

Már a kőkorban lakott hely volt. Az i. e. 1. században Noricum királyságként a kelta szövetség része volt. A rómaiak i. sz. 15-ben hódították meg, és Pannónia tartomány egyik fontos településévé (Poetovium, Poetovio) fejlesztették. Vespasianust itt választották császárrá 69-ben, ekkor kelt egyben első írásos említése is. Traianus császár 102-ben nevet (Colonia Ulpia Traiana Poetovio) és városi jogokat (colonia) adományozott neki. Jelentősége megnőtt, amikor a XIII Gemina légió szálláshelyévé tették.
A népvándorlások korában többször ostromolták, így az 5. században a gótok. A középkorban avarok, frankok kezén volt, majd Stájerország kebelezte be.
1252-ben IV. Béla magyar király csapatai elfoglalták a várost, majd előbb Gutkeled István szlavón bán mint „Stíria kapitánya”, később pedig a király fia, István herceg (a későbbi V. István) mint „Stíria hercege”, innen kormányozta Stájerországot. A magyar uralom 1260-ban ért véget, hogy több mint 200 év múlva Mátyás király állítsa azt egy rövid időre vissza. Az osztrák-magyar háborúskodások idején, 1479-ben foglalták el a várost III. Frigyestől Mátyás csapatai, és csak 1490-ben, a király halála után vonultak ki onnan.
A török háborúk alatt az oszmánok számtalanszor betörtek Ptuj vidékére is, de a várat nem kísérelték meg elfoglalni. 1532-ben a Kőszeg és Bécs alól visszavonuló oszmán sereg Ptuj mellett vonult el, és a teljes vidéket felprédálták.
1918-ban Jugoszlávia, majd 1991-től a független Szlovénia része lett.
A Dráva felduzzasztásával keletkezett a Ptuji-tó, ami egy vízlépcső tározója.

## Lakosság
Ptujban az 1910-es népszámláláskor 4367 fő lakott. Az Óvárosban a németek aránya 86% volt. Az impériumváltás után számuk jelentősen megcsappant, azonban a végső csapás 1945-ben érte őket, amikor is a „három ki” (kisemmizés, kiűzés, kiirtás) politikájának következtében eltűntek a városból.

## Képek

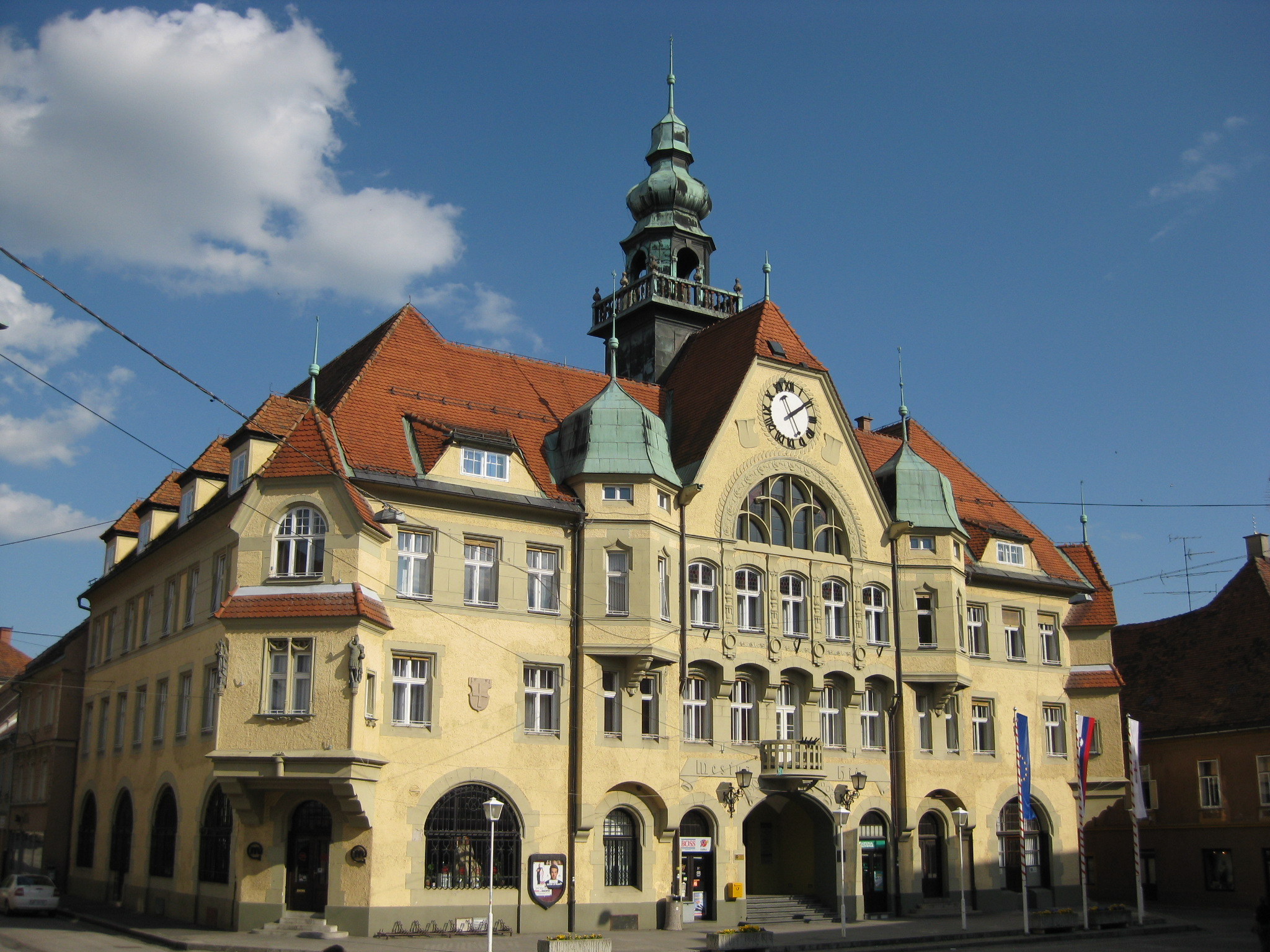
A városháza
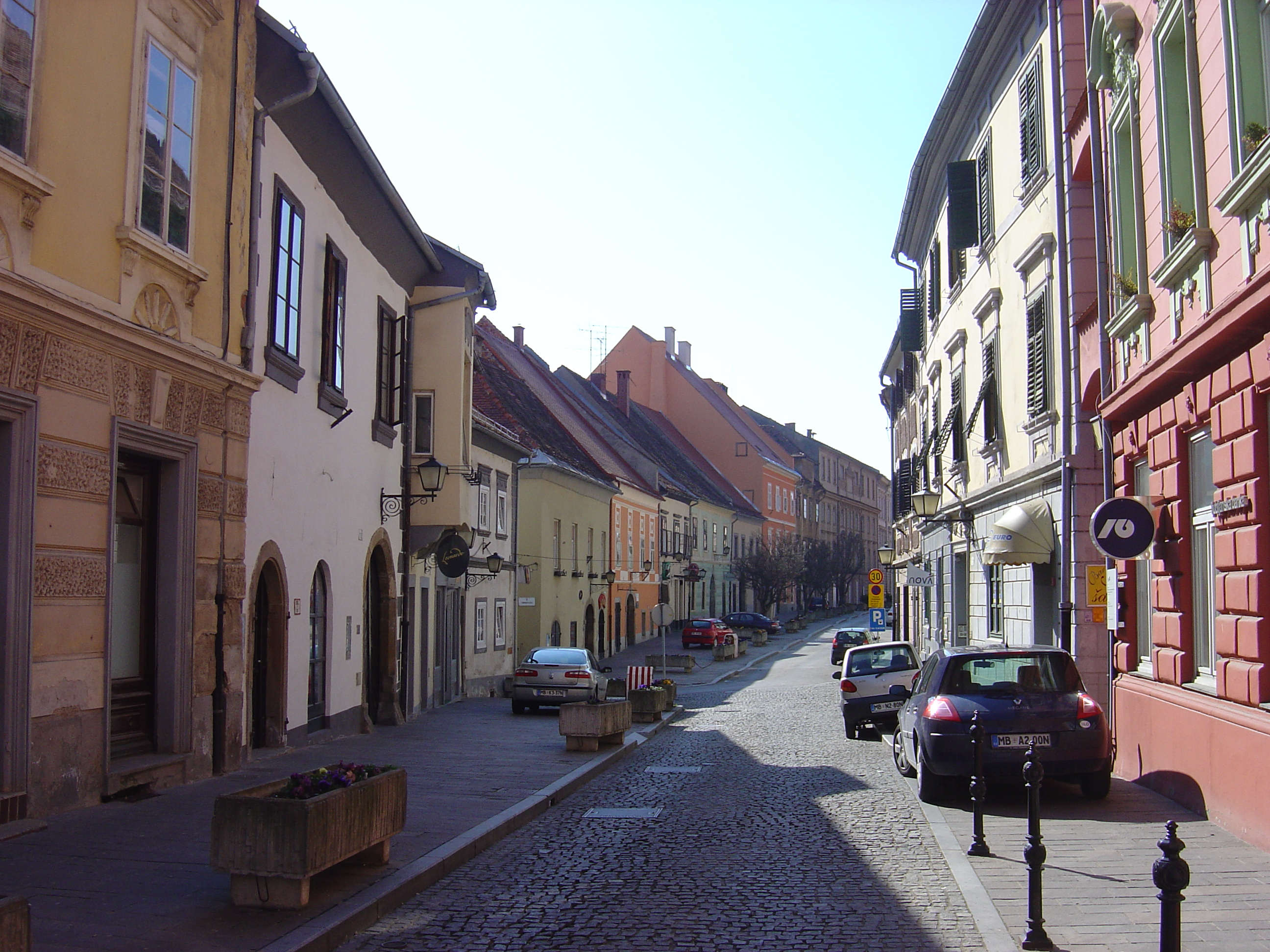
Óvárosi utca
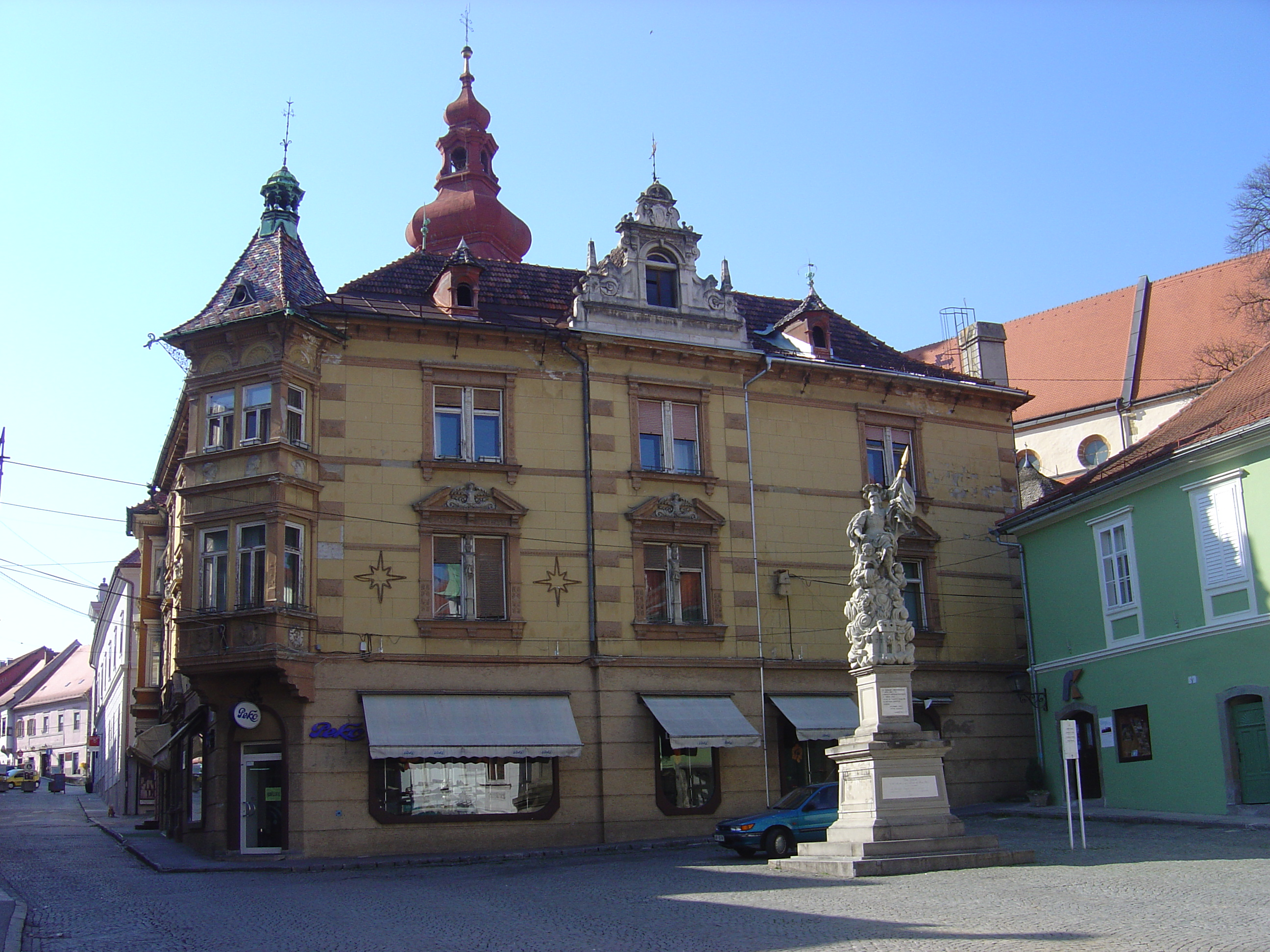
Főtér
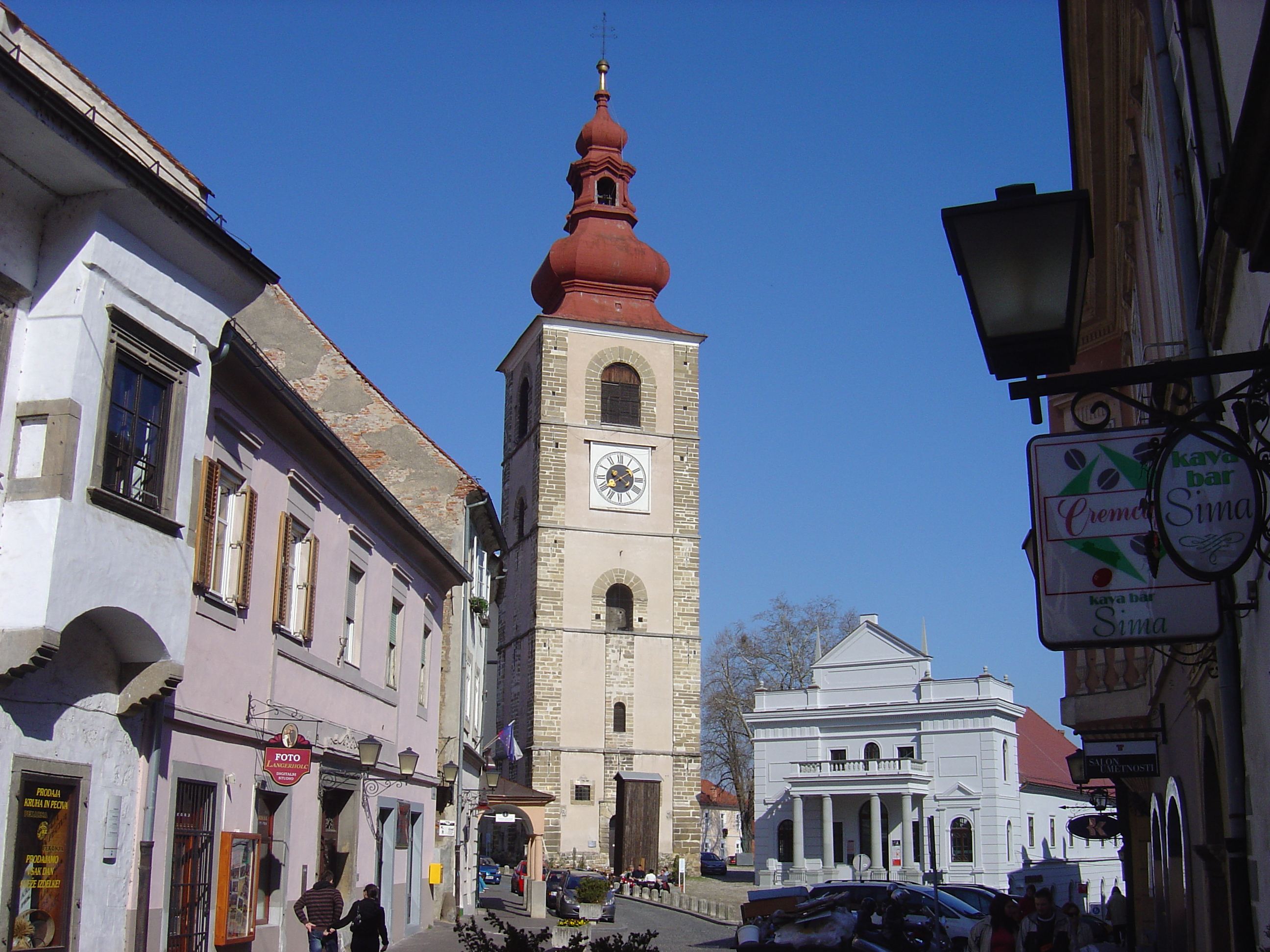
Torony
Karnevál
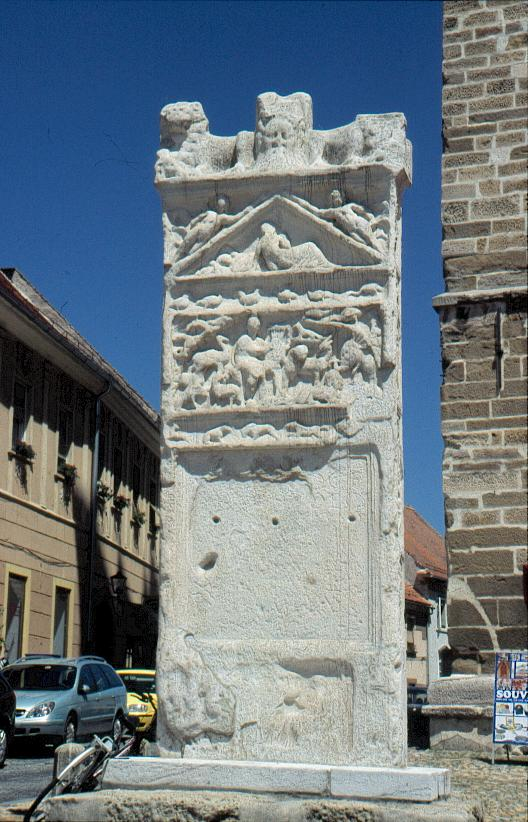
Orpheusz-emlékmű
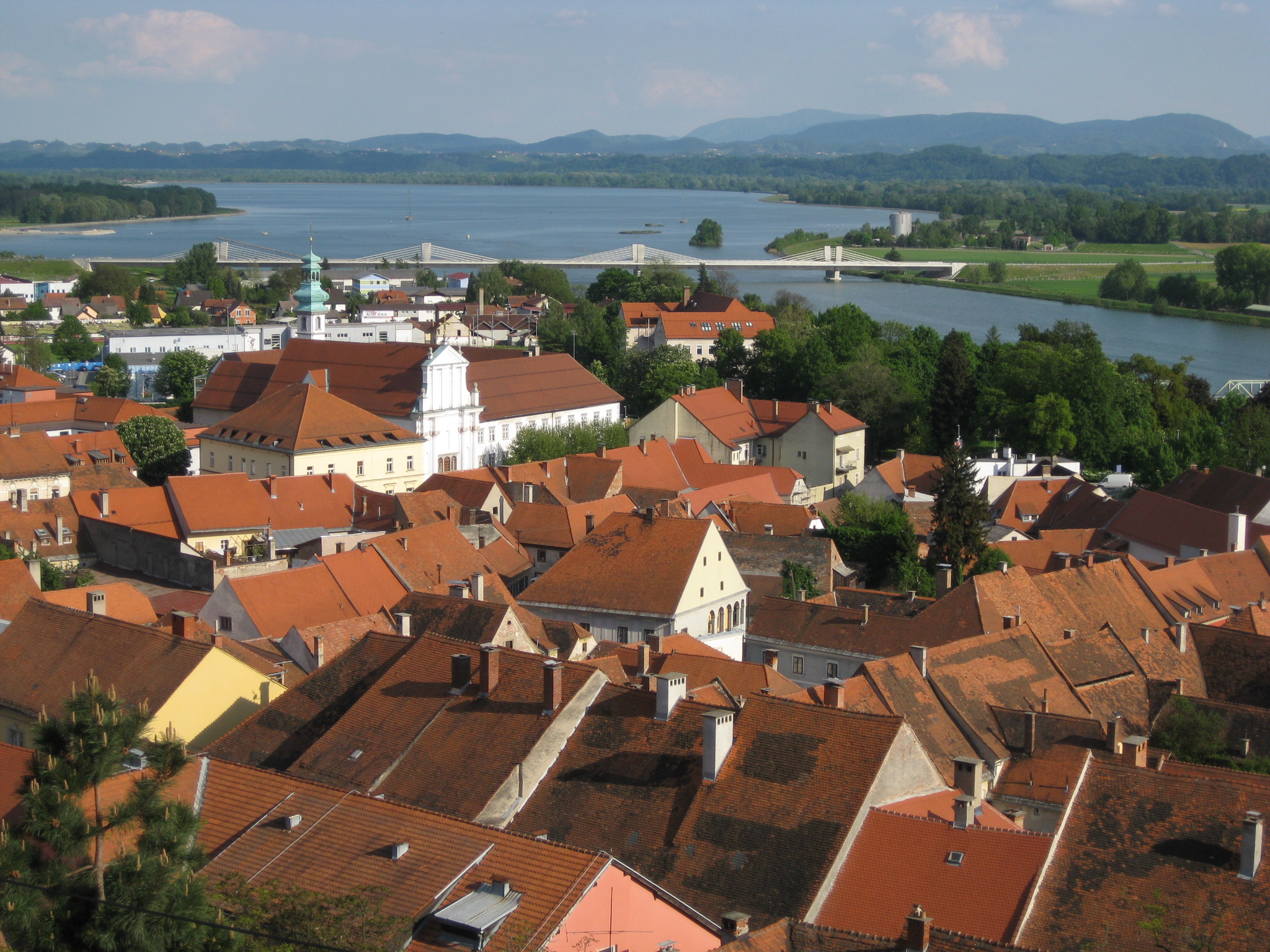
A Ptuji-tó

## Híres emberek
Itt született 461 körül Romulus Augustulus, az utolsó római császár (Révai nagy lexikona).

## Testvérvárosok
- Aranđelovac, Szerbia
- Selmecbánya, Szlovákia (2002)
- Burghausen, Németország (2001)
- Saint-Cyr-sur-Loire, Franciaország (1998)
- Ohrid, Észak-Macedónia (2006)
- Varasd, Horvátország (2004)
- Nagykanizsa, Magyarország